# Greatest Hits (album de Neil Young)
Pour les articles homonymes, voir Greatest Hits.
Albums de Neil Young
Greendale
(2003) Prairie Wind
(2005)
Greatest Hits est une compilation de Neil Young.

## Titres
1. Down by the River (Neil Young & Crazy Horse) - 9:16
2. Cowgirl in the Sand (Neil Young & Crazy Horse) - 10:05
3. Cinnamon Girl (Neil Young & Crazy Horse) - 2:59
4. Helpless (Crosby, Stills, Nash and Young) - 3:37
5. After the Gold Rush (Neil Young) - 3:46
6. Only Love Can Break Your Heart (Neil Young) - 3:08
7. Southern Man (Neil Young) - 5:31
8. Ohio (Crosby, Stills, Nash and Young) - 2:59
9. The Needle and the Damage Done (Neil Young) - 2:10
10. Old Man (Neil Young & The Stray Gators) - 3:22
11. Heart of Gold (Neil Young & The Stray Gators) - 3:07
12. Like a Hurricane (Neil Young & Crazy Horse) - 8:20
13. Comes a Time (Neil Young) - 3:04
14. Hey Hey, My My (Into the Black) (Neil Young & Crazy Horse) - 4:59
15. Rockin' in the Free World (Neil Young) - 4:41
16. Harvest Moon (Neil Young) - 5:03